# Comté de Brunswick (Virginie)
Pour les articles homonymes, voir Comté de Brunswick et Brunswick.
Le comté de Brunswick est un comté de Virginie, aux États-Unis situé à la frontière avec la Caroline du nord. Il a été créé en 1720 à partir de territoires pris sur les comtés de Prince George, de Surry et de Isle of Wight. Il porte le nom de l'ancien duché de Brunswick-Lunebourg alors possession britannique. 
Selon le recensement de 2010, la population du comté était 17 434 habitants, en diminution de plus de cinq pour cent sur le précédent recensement de 2000. Sa superficie est de 1 466 km2. Le siège du comté est Lawrenceville.

## Géolocalisation
|                    | Comté de Nottoway                  | Comté de Dinwiddie   |
| Comté de Lunenburg | Comté de Brunswick                 | Comté de Greensville |
|                    | Comté de Warren (Caroline du Nord) |                      |

## Personnalités notables
- Aaron Brown (1795–1859), gouverneur du Tennessee.
- Albertis Harrison (1907–1995) gouverneur de Virginie.
- George Jackson (1850–1900), politicien américain.
- Peter Starke (1813–1888), politicien et général confédéré.